# Mjóifjörður (Ísafjarðardjúp)
Mjóifjörður (isl. "wąski fiord') – fiord w północno-zachodniej Islandii, w regionie Fiordów Zachodnich, jeden z bocznych fiordów na południowym brzegu fiordu Ísafjarðardjúp. Wchodzi w ląd na około 18 km, a przy wejściu ma szerokość około 2,5 km. Masywy górskie po obu jego stronach sięgają 250–400 m n.p.m. Nad fiordem brak jest większych osad.
W około 1/3 długości fiordu, licząc od wejścia, znajduje się niewielka wyspa Hrútey. Przez nią i niewielki półwysep na wschodnim wybrzeżu fiordu w 2009 roku po nowo wybudowanym 127-metrowym moście poprowadzono nową trasą drogę nr 61. Wcześniej droga ta biegła dookoła wzdłuż obu brzegów fiordu – obecnie jest to lokalna droga nr 633.